# 黑尾鸥
黑尾鷗（學名：Larus crassirostris）是一種中型海鷗，身長大概45厘米，翼展大概126至128厘米。這種雀鳥聚居於東亞地區，當中包括中國大陸、台灣、日本和韓國，也會到阿拉斯加至北美洲東北部分一帶漂泊。

## 描述

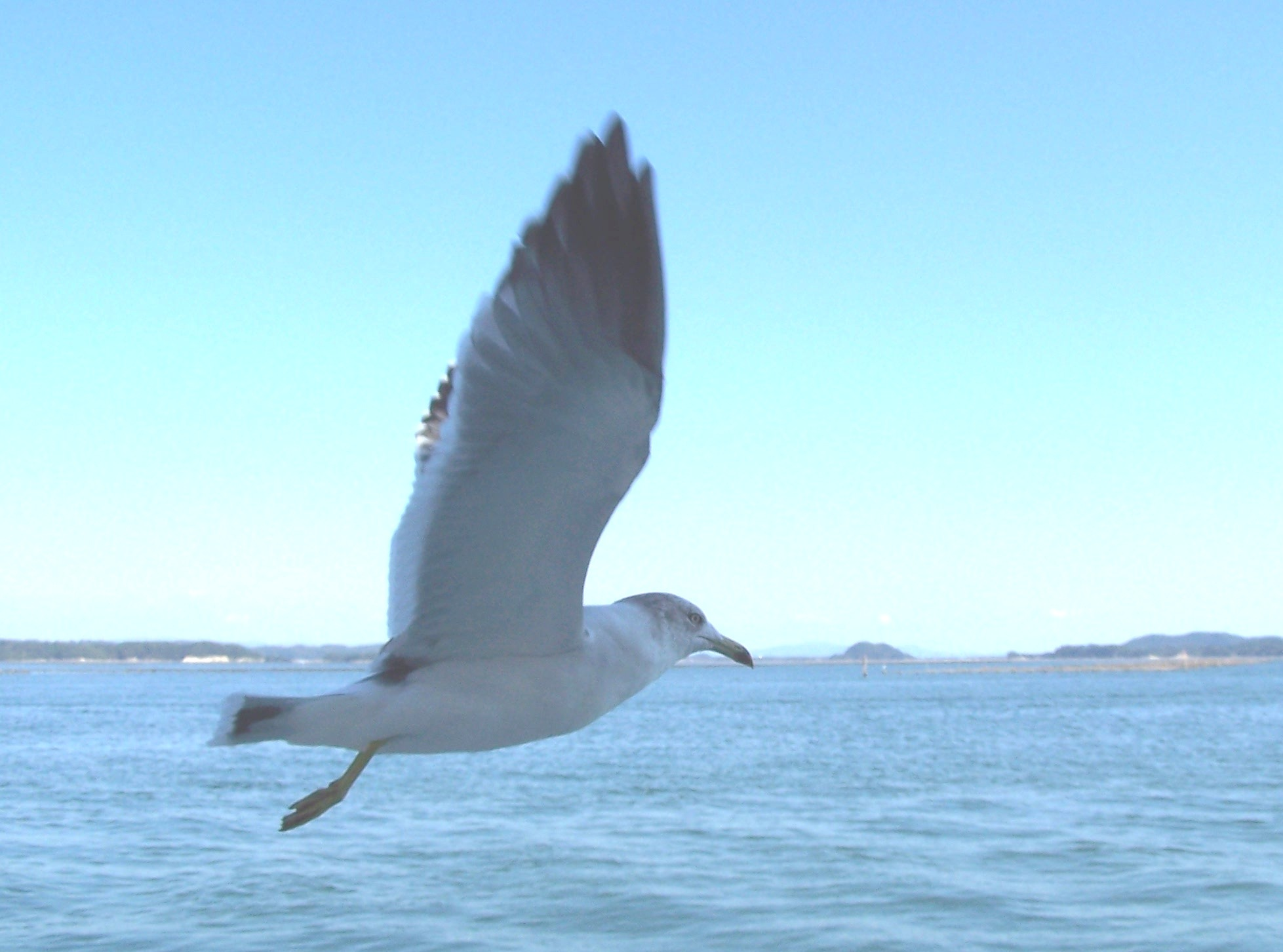
羽翼沒成的黑尾鷗

黑尾鷗是中型海鷗（46厘米）（19英吋），翼展126–128厘米（49.6 - 50.3英吋）。牠的腿是黃色的，喙的末端有紅色和黑色的斑點。雌雄鳥的羽毛和特徵相同，但雄性比雌性體型更大。 這種海鷗需要四年才能達到完全成年的羽毛。 如其名所示，牠有一條黑色的尾巴。這種鳥有一種像貓一樣的叫聲，因此在日本被稱為umineko（海貓），在韓國被稱為gwaeng-yi鷗，意為“貓鷗”。在八戶市，牠們的叫聲被列為日本音風景百選之一。

## 分佈及棲地
此物種常見於東海、日本、滿洲和千島群島的海岸線。牠們偶爾會流浪到阿拉斯加和北美洲，甚至曾在菲律賓被發現。

### 在日本
這種鳥在日本很常見，從北海道到九州西部都有牠們築巢。牠們曾導致東京羽田機場的航班延誤。

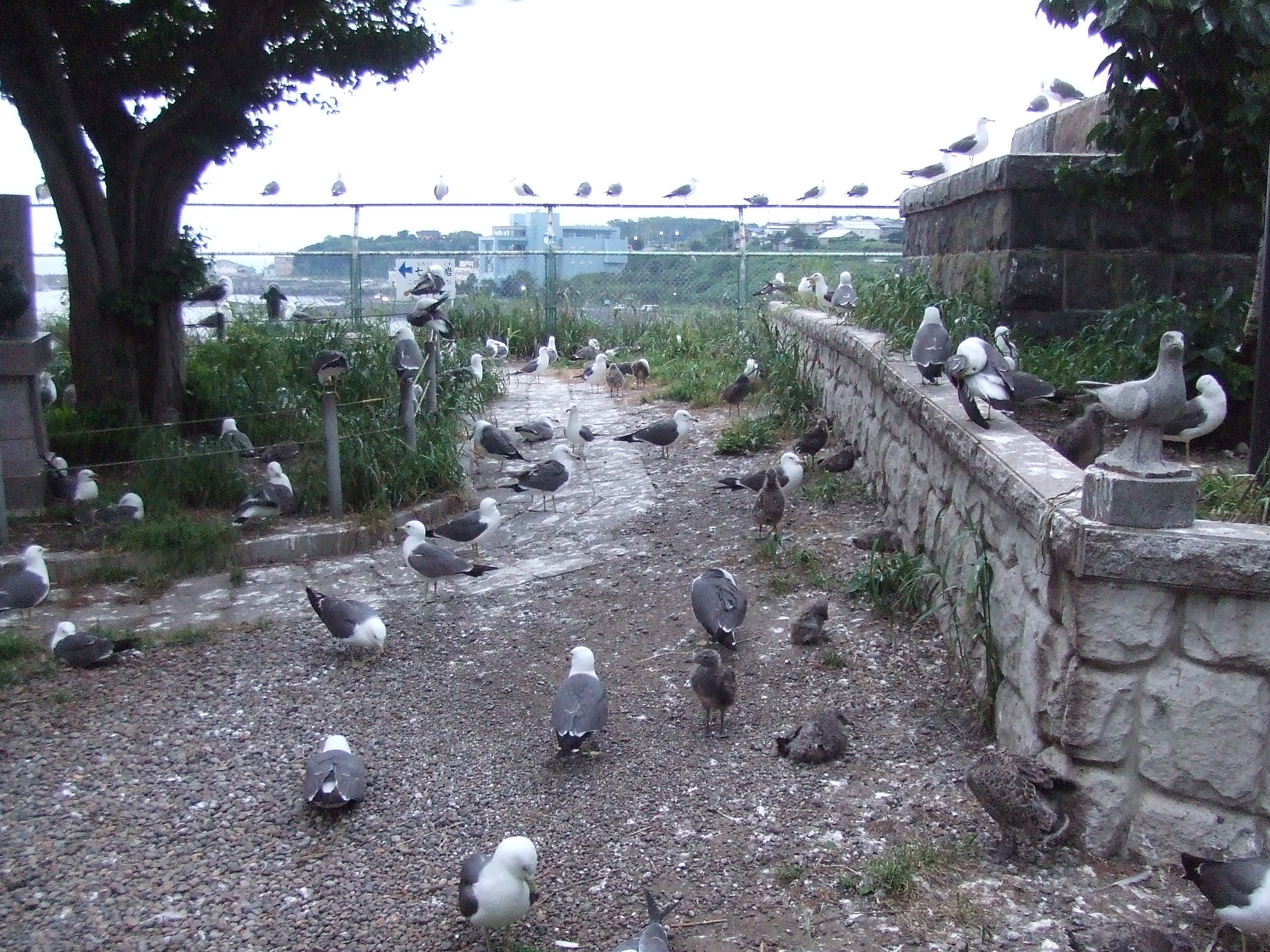
蕪島的黑尾鷗

在日本青森縣的八戶市的蕪島，可以見到大量聚集的黑尾鷗。蕪島是一個半島（原為一座島嶼），當地的漁民在1269年建造了一座蕪嶋神社（雖然其後幾經重建），在那裡黑尾鷗被視為漁業女神的使者。700多年來，這個物種一直受到當地居民的敬仰、餵養和保護。因此，每年夏天有超過4萬隻黑尾鷗在神社及其周圍的島嶼上築巢並養育後代，該島嶼已被日本政府指定為國家天然紀念物。這些海鷗非常溫馴，是當地受歡迎的旅遊景點。
在島根縣的出雲大社附近的經島，也有約5,000隻鳥類築巢，另外在北海道的天賣島也有一個大型的聚落。

### 在韓國
此物種在韓國的海岸線和各個島嶼上也很常見。在獨島上有超過20,000隻黑尾鷗，由於沒有天敵，牠們的數量正在增加。2008年，這種鳥正式被選為獨島的吉祥物之一。 南島和紅島，自1982年起成為韓國天然紀念物，也是已知的繁殖地。

### 在北美洲
黑尾鷗是美國的稀有訪客，曾在2005年10月在佛蒙特州的伯靈頓被目擊到。此物種在伊利諾州也被多次觀察到。

## 生態
黑尾鷗主要以小型魚類、軟體動物、甲殼類殘渣和腐肉為食。韓國的一項研究分析了海鷗排泄物中可識別的部分，發現19.1%為魚類殘骸，3.3%為甲殼類，3.3%為陸生昆蟲。
此物種經常跟隨船隻和商業捕魚船隻，並從其他海鳥那裡偷取食物。牠們是群居築巢的鳥類，群體在四月中旬形成，並在六月初產下2-3顆蛋。孵化期大約持續24天。
黑尾鷗使用多種聲音信號進行溝通，據悉牠們使用超過10種不同的聲音進行交流。小鳥在孵化後10至15天內可以通過聲音和視覺刺激辨認父母，並且能夠區分兄弟姐妹與非兄弟姐妹。警報聲是用來警告掠食者或危險的信號，攻擊聲則伴隨著對掠食者的攻擊。聯繫叫聲是用於種內溝通的信號，其中最常聽到的像貓叫的聲音（“喵喵叫”）屬於聯繫叫聲的一部分，經常在返回巢穴後、交替交配和築巢、照顧幼鳥、集體飛行等情況下使用。幼鳥乞食的聲音和雌鳥交配時的聲音也包含在聯繫叫聲中。

## 圖庫

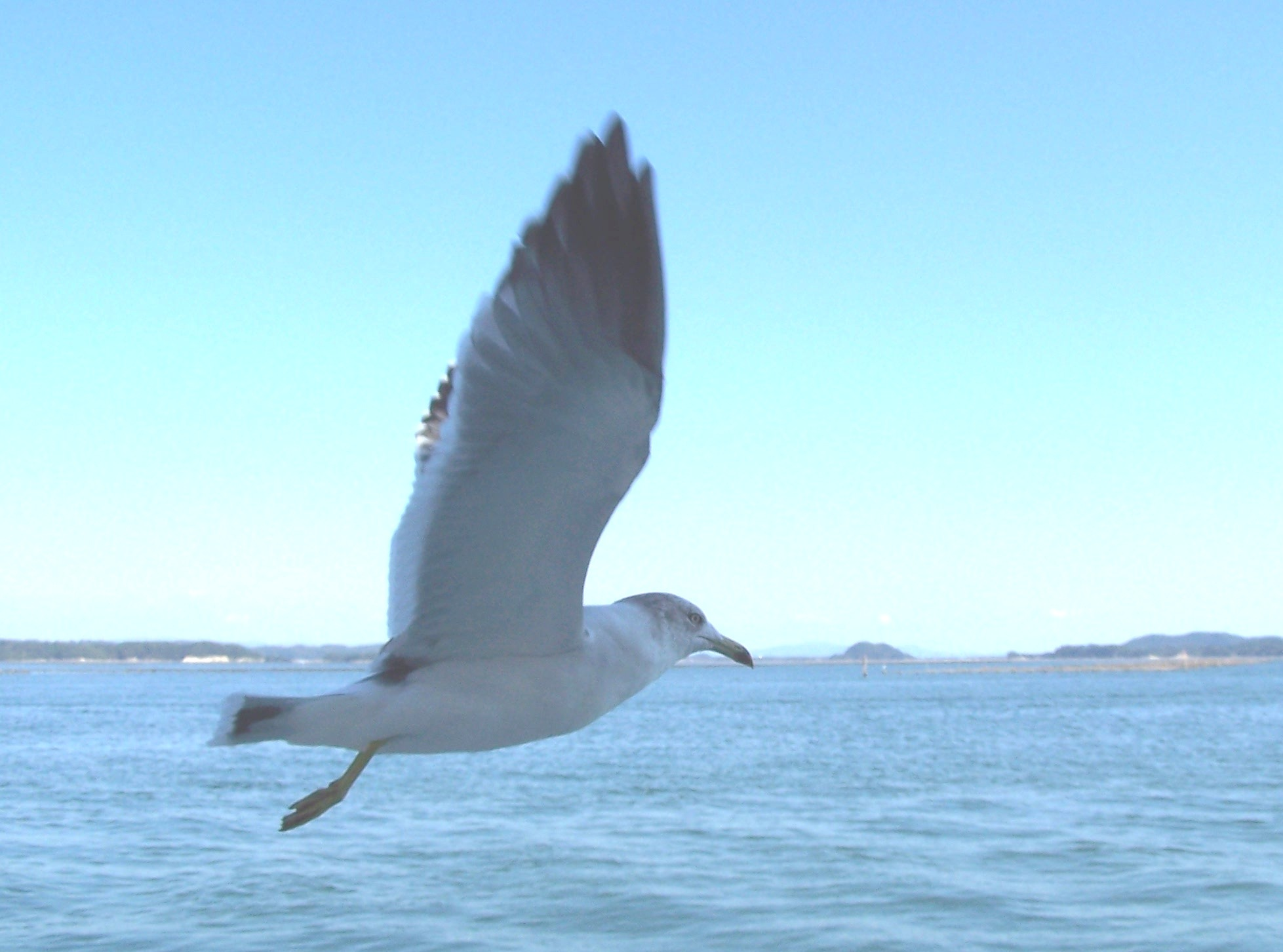
黑尾鷗，亞成鳥的羽毛
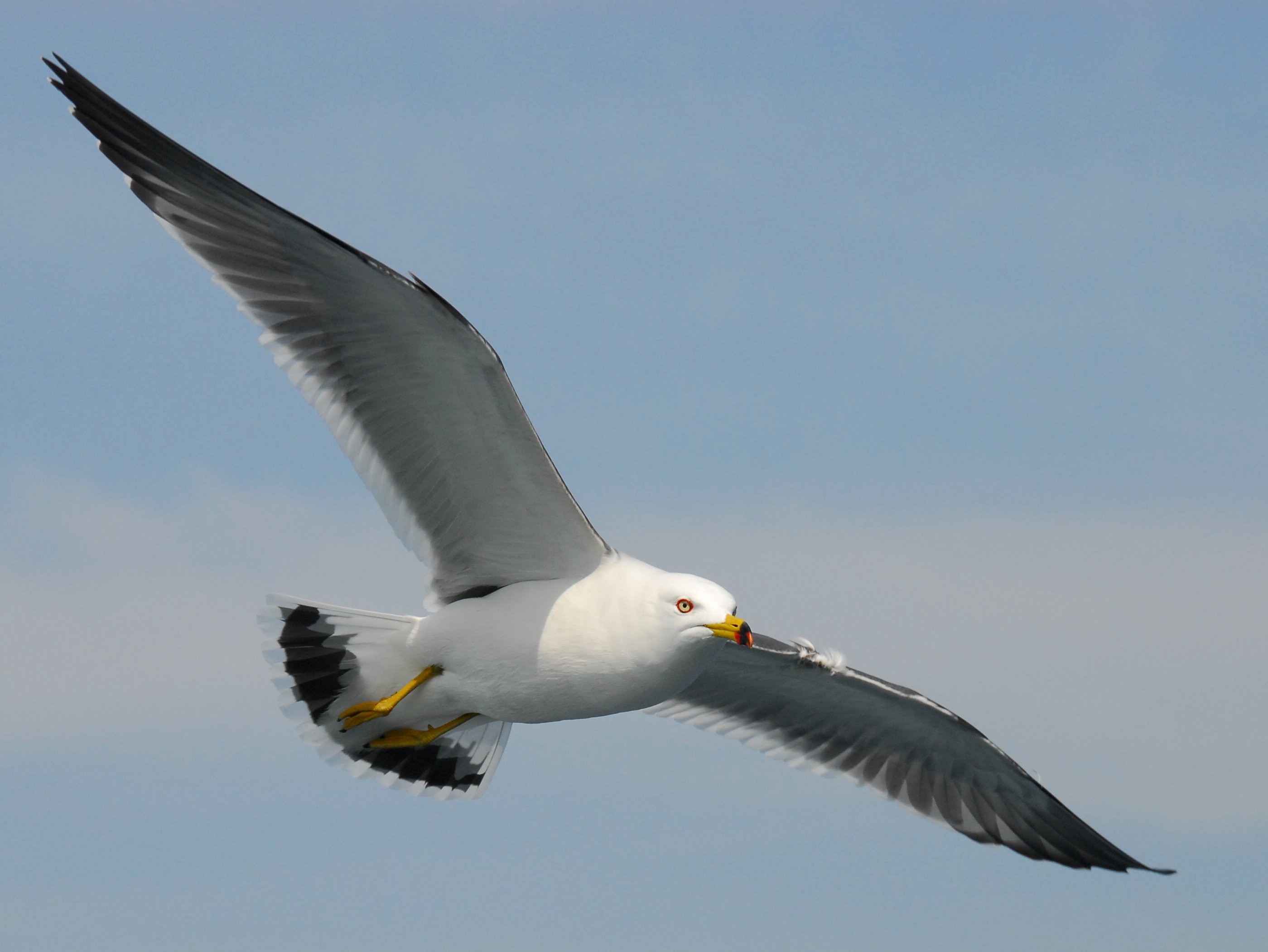
東京灣的黑尾鷗
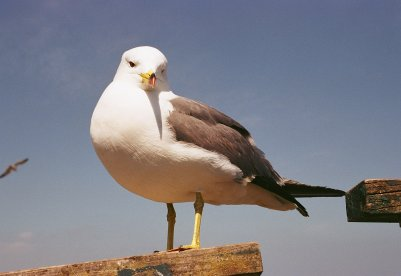
青森縣八戶市的黑尾鷗
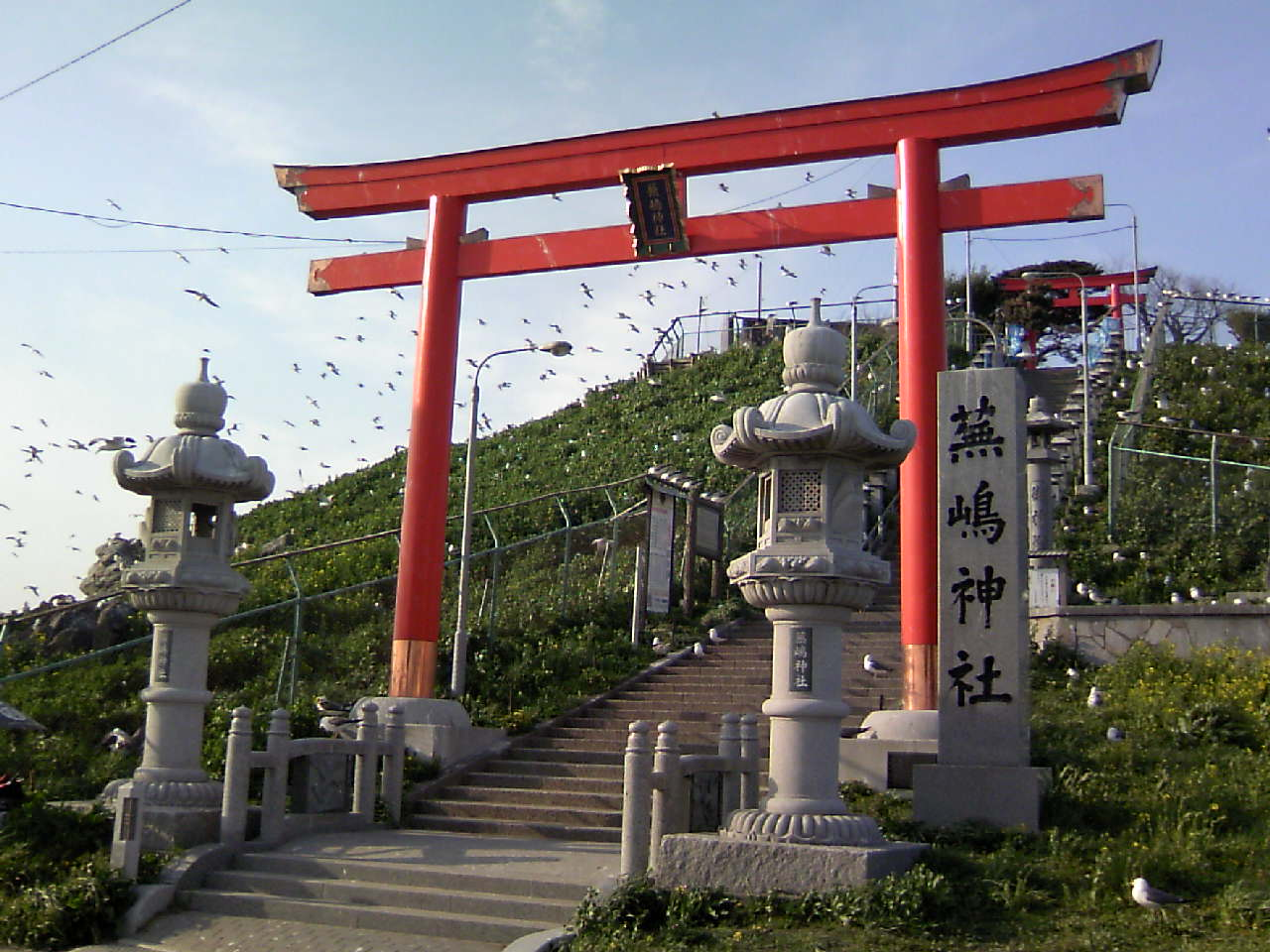
蕪嶋神社入口處的黑尾鷗